# Wereldkampioenschappen veldrijden 1974
De wereldkampioenschappen veldrijden 1974 werden gehouden op 24 februari 1974 in Vera de Bidasoa, Spanje.

## Uitslagen

### Mannen, elite
| Plaats | Renner                   | Land        | Tijd    |
| ------ | ------------------------ | ----------- | ------- |
|        | Albert Van Damme         | België      | 1:19.14 |
| Zilver | Roger De Vlaeminck       | België      | + 1.46  |
| Brons  | Peter Frischknecht       | Zwitserland | + 1.49  |
| 4.     | Pierre Bernet            | Frankrijk   | + 3.36  |
| 5.     | Hermann Gretener         | Zwitserland | + 4.20  |
| 6.     | Julien Vanden Haesevelde | België      | + 4.22  |
| 7.     | Michel Baele             | België      | + 4.53  |
| 8.     | José María Gonzáles      | Spanje      | + 5.17  |
| 9.     | Juan Goristidi           | Spanje      | z.t.    |
| 10.    | Albert Zweifel           | Zwitserland | + 6.33  |

### Mannen, amateurs
| Plaats | Renner              | Land                     | Tijd    |
| ------ | ------------------- | ------------------------ | ------- |
|        | Robert Vermeire     | België                   | 1:08.01 |
| Zilver | Klaus-Peter Thaler  | Bondsrepubliek Duitsland | + 1.13  |
| Brons  | Ekkehard Teichreber | Bondsrepubliek Duitsland | + 2.26  |
| 4.     | Franco Vagneur      | Italië                   | + 2.57  |
| 5.     | Czesław Polewiak    | Polen                    | + 3.05  |
| 6.     | Ueli Müller         | Zwitserland              | + 3.13  |
| 7.     | Alex Gérardin       | Frankrijk                | + 3.15  |
| 8.     | Vojtěch Červínek    | Tsjecho-Slowakije        | + 3.17  |
| 9.     | Klaus Jördens       | Bondsrepubliek Duitsland | + 3.36  |
| 10.    | Gerrit Scheffer     | Nederland                | + 3.59  |

## Medaillespiegel
| Plaats | Land                     | Goud | Zilver | Brons | Totaal |
| 1      | België                   | 2    | 1      | 0     | 3      |
| 2      | Bondsrepubliek Duitsland | 0    | 1      | 1     | 2      |
| 3      | Zwitserland              | 0    | 0      | 1     | 1      |
| Totaal | Totaal                   | 2    | 2      | 2     | 6      |

1950 · 
1951 · 
1952 · 
1953 · 
1954 · 
1955 · 
1956 · 
1957 · 
1958 · 
1959 · 
1960 · 
1961 · 
1962 · 
1963 · 
1964 · 
1965 · 
1966 · 
1967 · 
1968 · 
1969 · 
1970 · 
1971 · 
1972 · 
1973 · 
1974 · 
1975 · 
1976 · 
1977 · 
1978 · 
1979 · 
1980 · 
1981 · 
1982 · 
1983 · 
1984 · 
1985 · 
1986 · 
1987 · 
1988 · 
1989 · 
1990 · 
1991 · 
1992 · 
1993 · 
1994 · 
1995 · 
1996 · 
1997 · 
1998 · 
1999 · 
2000 · 
2001 · 
2002 · 
2003 · 
2004 · 
2005 · 
2006 · 
2007 · 
2008 · 
2009 · 
2010 · 
2011 · 
2012 · 
2013 · 
2014 · 
2015 · 
2016 · 
2017 · 
2018 · 
2019 ·
2020 ·
2021 ·
2022 ·
2023 ·
2024 ·
2025

Categorieën

Mannen elite · 
vrouwen elite · 
mannen beloften · 
vrouwen beloften · 
jongens junioren · 
meisjes junioren · 
gemengde estafette

Voormalig:
mannen amateurs